# Zoetermeerse Plas
De Zoetermeerse Plas is een plas in het recreatiegebied Noord Aa, die is gegraven ten behoeve van de zandwinning voor de aanleg (ondergrond) van de woonwijken Buytenwegh De Leyens en Seghwaert. Het water heeft een diepte van 25 tot plaatselijk 30 meter en het kan daardoor aan de oppervlakte door stroming plotseling ook zeer koud zijn. Aan de noordzijde zijn de zwemstranden daarom ook afgebakend tot waar het water ondiep is.
Sinds 2000 is het recreatiegebied uitgebreid met de Noordhovense Plas en de Benthuizerplas om het bergend vermogen te verdubbelen. Noodzakelijk als gevolg van de verdere groei van de stad. Alleen de Zoetermeerse Plas is een diepe zandwinplas. De andere plassen zijn ontstaan d.m.v ontgraving en hebben diepte tot ca 3 m. De drie genoemde plassen hebben allen een gemiddeld peil van NAP -4.02 m. 
De Zoetermeerse Plas wordt in de volksmond vaak abusievelijk Noord Aa genoemd, omdat dit de naam is van het gehele recreatiegebied. De Benthuizerplas is natuurgebied, waar niet mag worden gevaren.
De Zoetermeerse, Noordhovense en Benthuizerplas hebben een lager peil dan het aangrenzende Noord Aa en De Plas. Er is geen sluis of overtoom naartoe, wel een kano-overdraagplaats. Rond de plas bevinden zich drie trailerhellingen.
Aan de noordzijde van de Zoetermeerse plas liggen twee restaurants met daartussen het Noord Aa-strand en een naaktstrand. Op het strand vindt elk jaar het Rastaplasfestival plaats.
Aan de zuidzijde zijn aan schiereiland "Het Lange Land" een Japans restaurant, een jachthaven, een zeilschool, een surfschool, scouting Pocahontas, drakenbootvereniging The Dutch Dragons en hardloop- en wandelvereniging Road Runners Zoetermeer gevestigd. Eenmaal per jaar vinden hier de Dutch Dragons-drakenbootraces plaats. 
In de zuidwesthoek vindt men naast het hondenstrand een restaurant, gebouwd van uitsluitend houten op elkaar gestapelde ronde palen. In 2010 is er een onderwaterpark voor duikers gerealiseerd. De gemeente heeft toestemming gegeven aan een duikschool voor het plaatsen van een duikplatform. In een gebied van 100 bij 50 meter zijn onder water verschillende voorwerpen te vinden, zoals een praam van 13 meter, een Renault Nevada en een buizenstelsel. Ook is er een substraat rif aangelegd.
Een uitloper van de Zoetermeerse Plas is de Broekwegwetering, die de stad inloopt tot aan het Vakgemaal De Leyens.

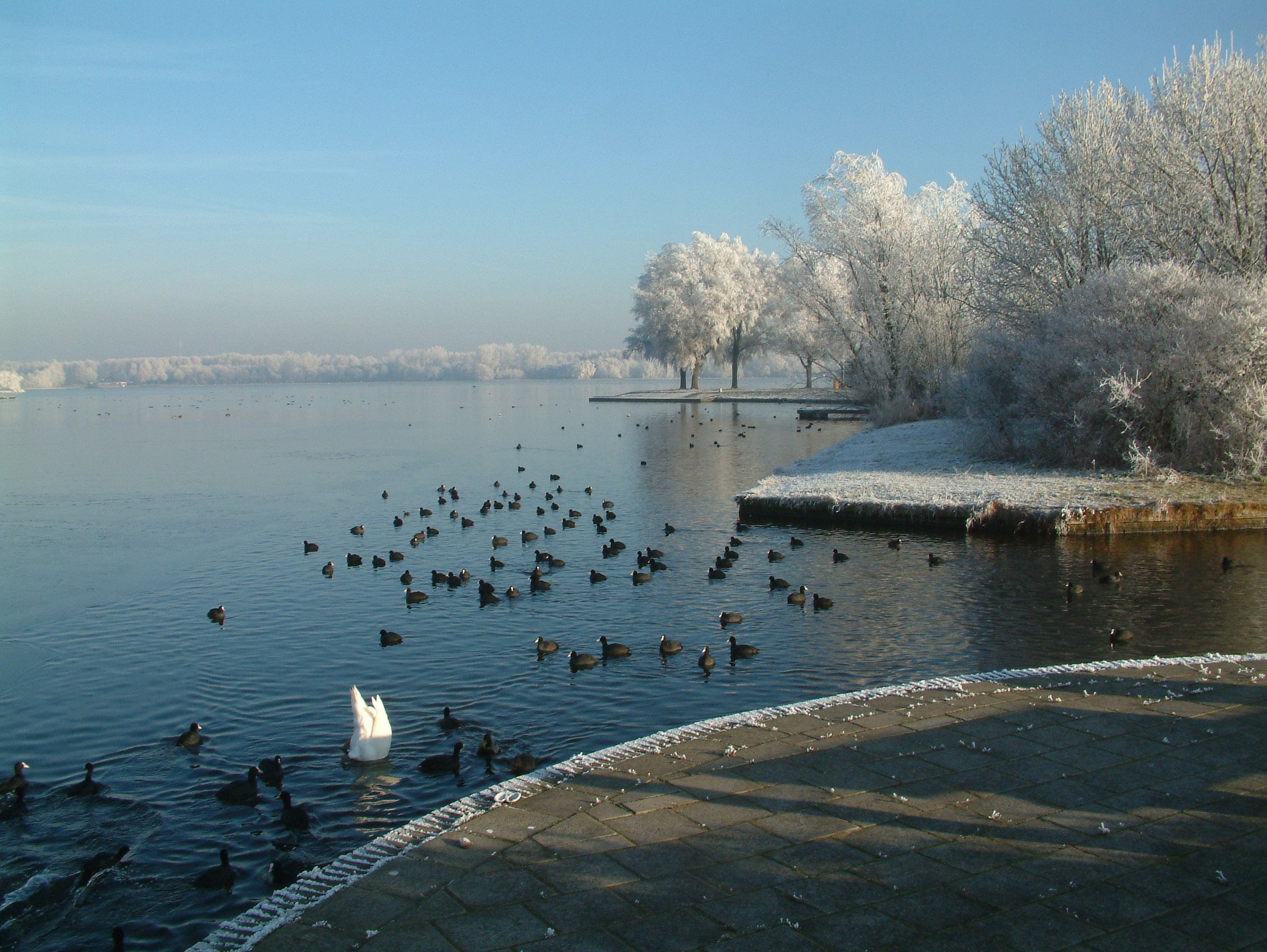
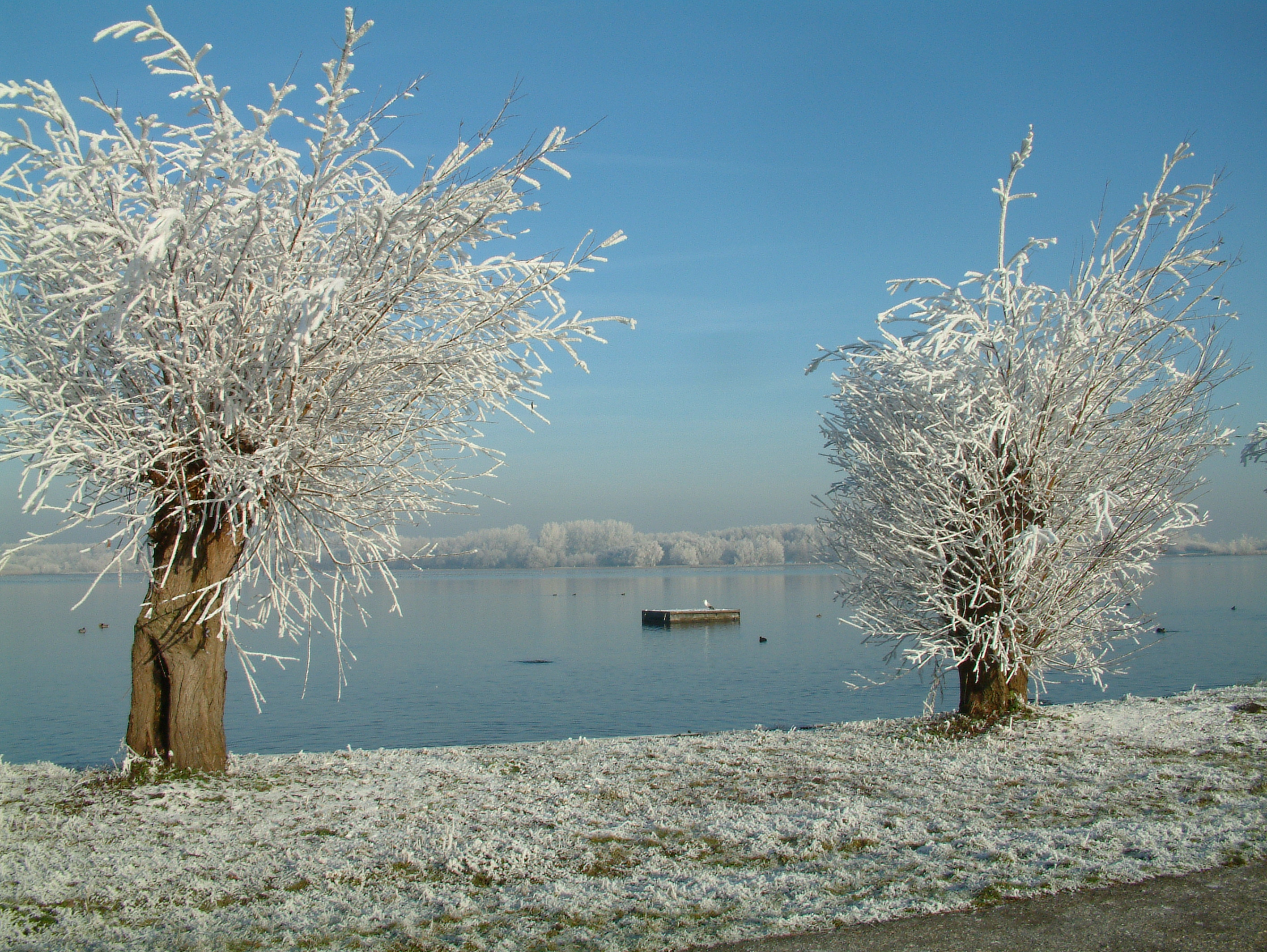
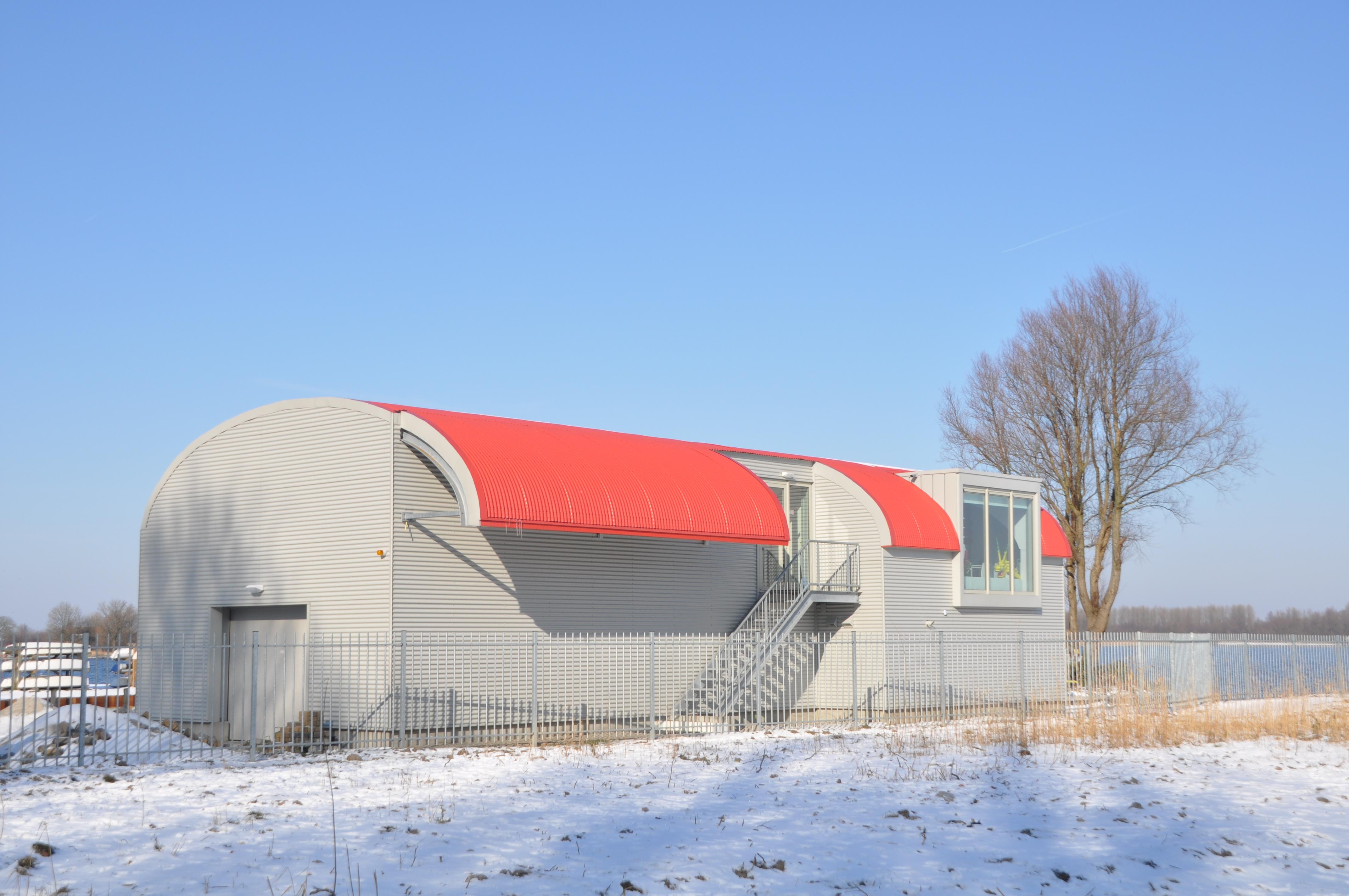
Botenhuis van The Dutch Dragons Zoetermeer
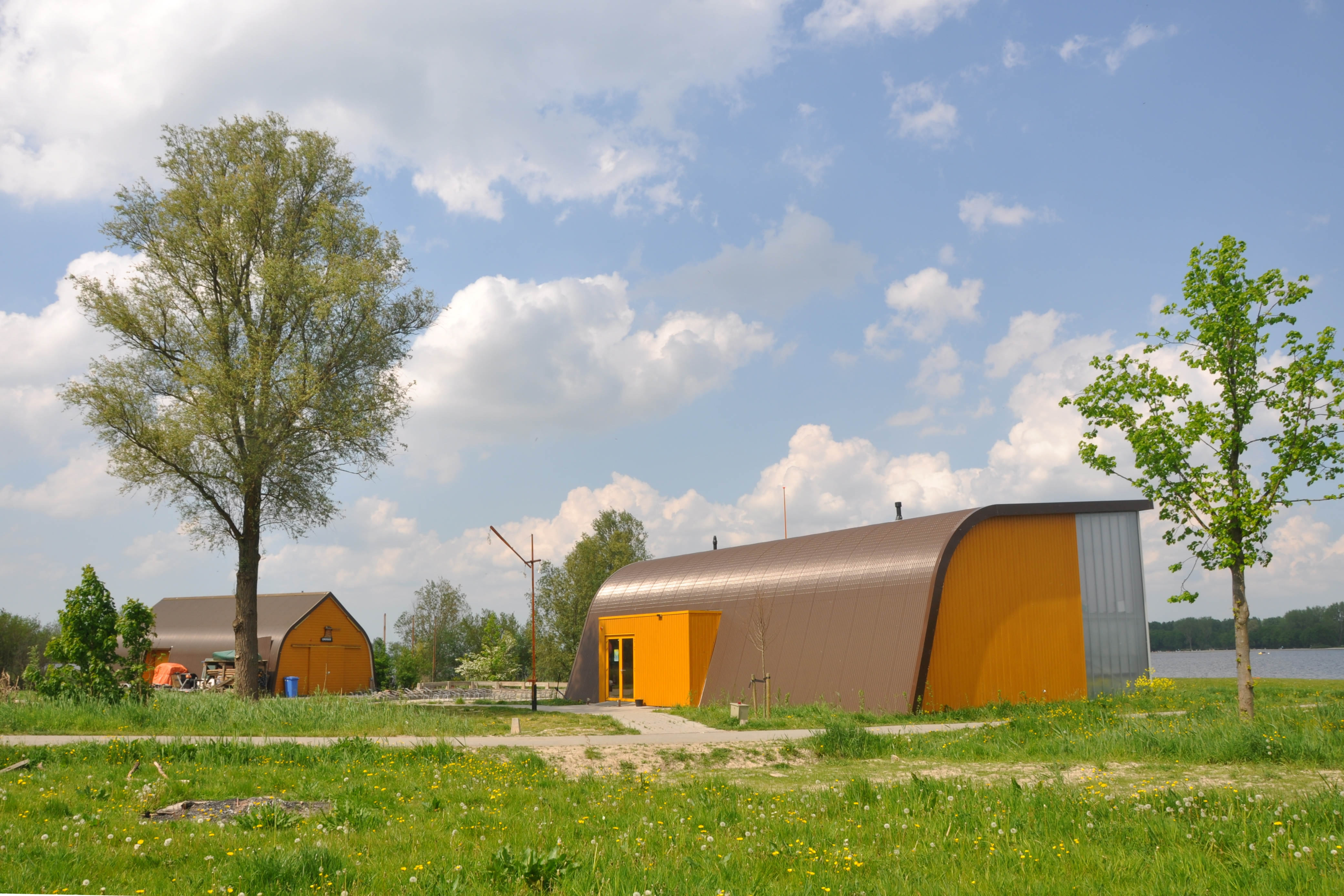
Groepshuis en botenloods van Scouting Pocahontas
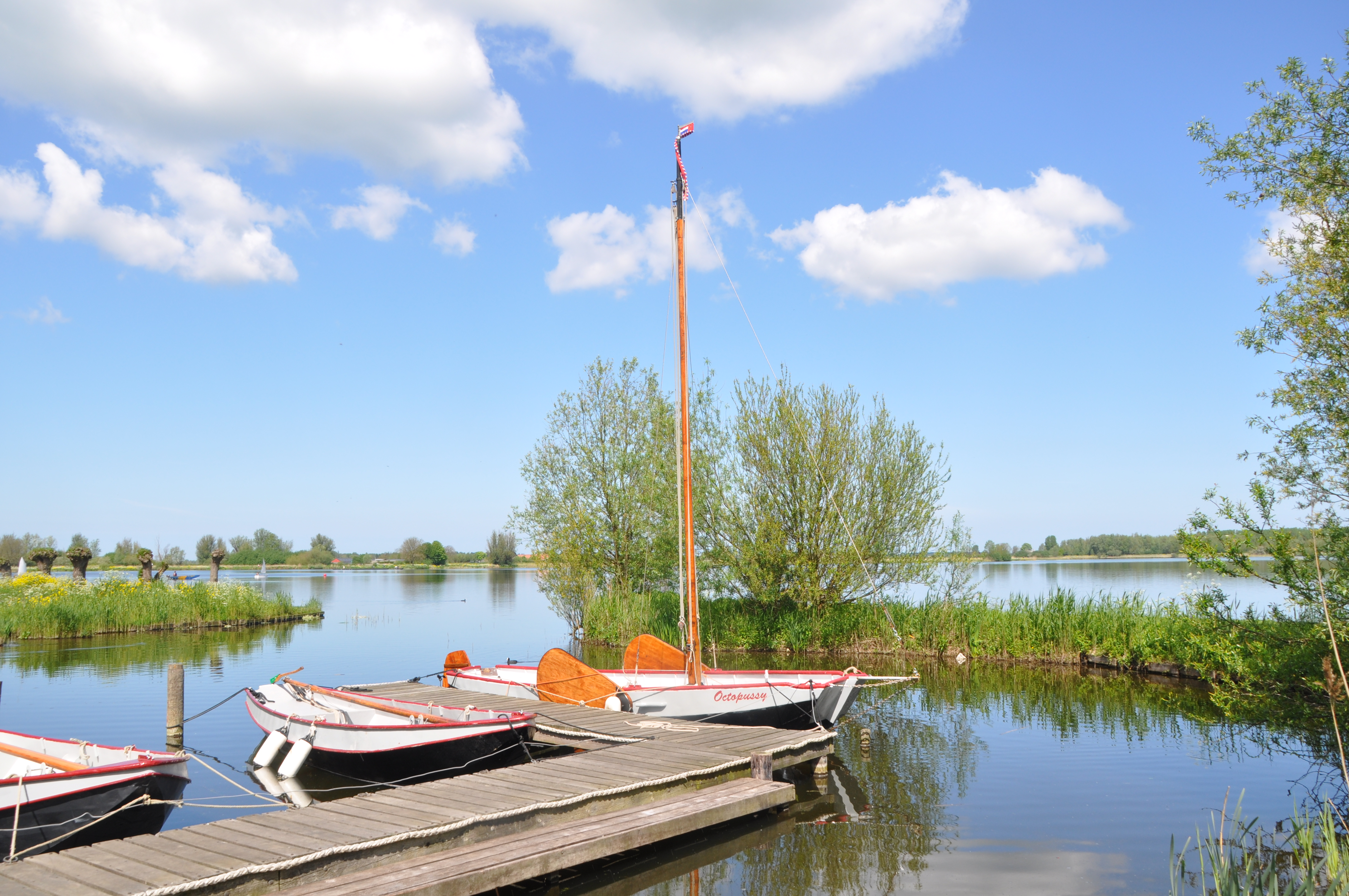
De lelieschouw en Lelievletten van Scouting Pocahontas
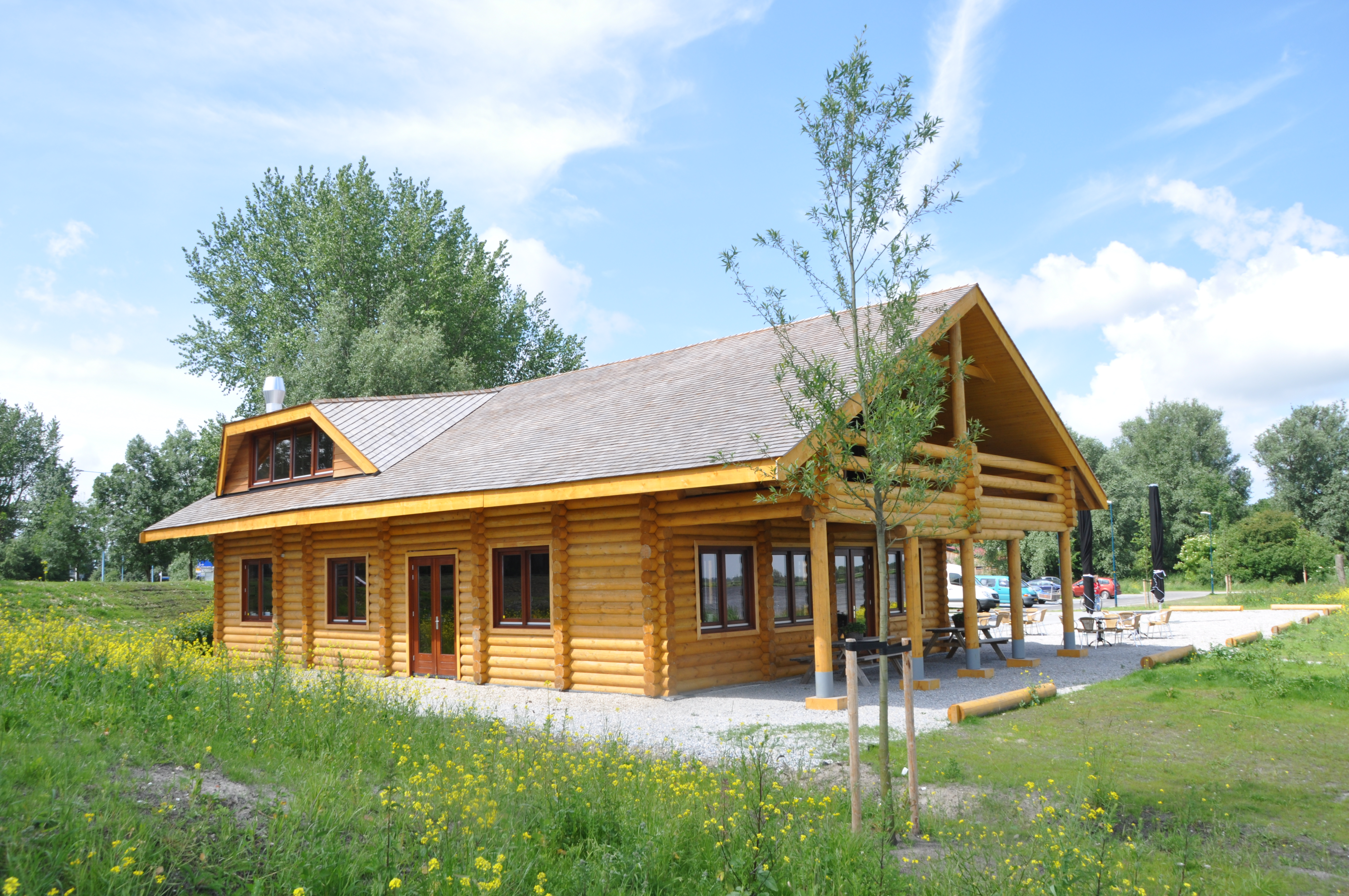
Restaurant Happy Moose aan de plas